# 第45回全米映画批評家協会賞
45th NSFC Awards

作品賞: 

 ソーシャル・ネットワーク 
第45回全米映画批評家協会賞は、全米映画批評家協会が2010年の映画に贈る賞で、2011年1月8日に発表された。

## 受賞一覧
作品賞
- 『ソーシャル・ネットワーク』

監督賞
- デヴィッド・フィンチャー - 『ソーシャル・ネットワーク』

主演男優賞
- ジェシー・アイゼンバーグ - 『ソーシャル・ネットワーク』

主演女優賞
- ジョヴァンナ・メッツォジョルノ - 『愛の勝利を ムッソリーニを愛した女』

助演男優賞
- ジェフリー・ラッシュ - 『英国王のスピーチ』

助演女優賞
- オリヴィア・ウィリアムズ - 『ゴーストライター』

脚本賞
- アーロン・ソーキン - 『ソーシャル・ネットワーク』

撮影賞
- ロジャー・ディーキンス - 『トゥルー・グリット』

外国語映画賞
- 『コードネーム: カルロス 戦慄のテロリスト』

ノンフィクション映画賞
- 『インサイド・ジョブ 世界不況の知られざる真実』

## その他の賞
アメリカ未配給映画賞
- 『ゴダール・ソシアリスム』

### 映画遺産賞
1. The Film Foundation (20周年)
2. Chaplin at Keystone Flicker Alley
3. Elia Kazan Collection (Fox)
4. Upstream rediscovered 1927 film directed by John Ford. (National Film Preservation Foundation)
5. On the Bowery (Milestone)
6. Word Is Out (Restored by the UCLA Film & Television Archive and distributed by Milestone)